# Saluvagnsskatt
Saluvagnsskatt är en skatt i Sverige som tas ut av den som innehar saluvagnslicens.
Saluvagnsskatt betalas enligt reglerna i vägtrafikskattelagen (2006:227). Lagen trädde i kraft den 1 maj 2006. Genom lagen upphävdes lagen (1976:339) om saluvagnsskatt och fordonsskattelagen (1988:327).
Kompletterande regler om bland annat skatteperioder finns i vägtrafikskatteförordningen (2006:242).